# NGC 1627
NGC 1627 este o galaxie spirală situată în constelația Eridanul. A fost descoperită în 22 decembrie 1886 de către Lewis A. Swift.